# Drosophila solstitialis
Drosophila solstitialis är en tvåvingeart som beskrevs av Chen 1994. Drosophila solstitialis ingår i släktet Drosophila och familjen daggflugor.
Artens utbredningsområde är Kina.